# Bernard Dubourg
Bernard Dubourg (Damazan, 20 agosto 1945 – Damazan, 20 dicembre 1992) è stato uno scrittore francese.

## Biografia
Professore di filosofia, ellenista, poeta, Bernard Dubourg ha pubblicato su Tel Quel e nella rivista PO&SIE. È autore di diversi libri di poesia, d'una traduzione dell'opera del poeta inglese contemporaneo J.H. Prynne e della traduzione in francese dei trattati di M. Gaster e J.A. Montgomery sui Samaritani (Ed. O.E.I.L., 1984 et 1985). Ha anche tradotto e commentato il Sefer Yetsirah. Ha poi pubblicato L'Invention de Jésus, opera in due volumi, pubblicata da Gallimard, nella collana L'Infini (tomo I, L'Hébreu du Nouveau Testament, 1987; tomo II, La Fabrication du Nouveau Testament, 1989). Al momento del suo decesso lavorava al seguito del suo progetto con un'analisi dell'Apocalisse di Giovanni.
L'Invention de Jésus sviluppa una tesi che non si collega né alla Tesi mitista del Gesù non storico, né alla ricerca del Gesù storico. L'Hébreu du Nouveau Testament tenta di dimostrare che il corpus neo-testamentario è stato composto originariamente in lingua ebraica secondo le procedure tradizionali del midrash, tra cui la gematria. La Fabrication du Nouveau Testament ha l'obiettivo di dimostrare come Gesù e Paolo siano dei personaggi che, secondo la logica della loro fabbricazione, non hanno niente a che fare né con la storia, né col caso, né con la mitologia o la fantasia ma sono due invenzioni, due scoperte del midrash giudaico. Da questo nasce secondo Dubourg il cristianesimo delle origini.